# یواس‌اس سوپریور (ای‌ام-۳۱۱)
یواس‌اس سوپریور (ای‌ام-۳۱۱) (به انگلیسی: USS Superior (AM-311)) یک کشتی بود که طول آن ۱۸۴ فوت ۶ اینچ (۵۶٫۲۴ متر) بود. این کشتی در سال ۱۹۴۴ ساخته شد.